# Ambactus
Ambactus nebo ambactos (keltsky ambaχtos, ambiaχtos, „ten obeslaný“) je galské slovo pro sluhu nebo družiníka.

## Etymologie
U římského básníka Quinta Ennia a Caesara (Bellum Gallicum 6:15: ambacti clientesque, „družiníci a nevolníci“) byl ambactus poprvé zmíněn ve výše uvedeném významu. Římský gramatik Sextus Pompeius Festus vysvětluje význam slova ambactus jako "ten, kdo se pohyboval (kolem pána)" (ambactus id es circumactus), složený z *amb- " (kolem") a *ag- ("pohybovat se"). Ve velštině amaeth znamená „rolník“, „sedlák“ (viz mytologický Amaethon).
Řecké slovo συμπεριφερομένους (symperipheroménous, “vztahovat se”, pro přívržence, družiníky) je podle historika Reinharda Wenskuse přenesení galského ambactos.
V germánských jazycích se ambactus vyskytuje jako keltské přejaté slovo ve formě ambaht, *ambaχtaz („sluha“, „služebník“) (v gótštině andbahts, „soudní zřízenec“, „vykonavatel“). Z tohoto slova a z odvozeniny ambahti, *ambaχtįa (“služba”) pak vzešel hornoněmecký “Amt”. Francouzská ambassade, italská ambasciata a anglická embassy (všechny s významem „poselstvo“) pocházejí ze stejného kořene.

## Historie
Polybius zdůrazňuje (Historíai II,17,12), že mezi Galy měla největší význam osoba, která měla největší počet družiníků neboli „klientů“ (έταιρείας, étaireías, „společnost“). Když byl vlivný helvetský Orgetorix předvolán před kmenový soud kvůli svým nárokům na autokracii – pokus o znovunastolení královského postavení byl považován za zločin, který se trestal smrtí – objevil se se skupinou asi 10 000 ambaktů, a tak zabránil vynesení rozsudku.
Vztah mezi šlechtou, která vždy jezdila do války na koni, a pěším služebnictvem ilustruje příklad nasazení Nerviů v boji proti Římanům. Podle Caesara poskytli 600 equitů (rytířů) a 60 000 pěších bojovníků, což dává poměr 1:100. Nicméně příklad Orgetorixe ukazuje, že jednotlivci někdy mohli disponovat mnohem více ambakty. Aeduijský princ Dumnorix měl soukromou armádu, a byl proto mocnější než každoročně se měnící vergobreti (nejvyšší soudci u Galů, srovnatelní s římskými konzuly).